# یواس‌اس فارنهالت (دی‌دی-۳۳۲)
یواس‌اس فارنهالت (دی‌دی-۳۳۲) (به انگلیسی: USS Farenholt (DD-332)) یک کشتی بود که طول آن ۹۵٫۸۳ متر (۳۱۴٫۴ فوت) بود. این کشتی در سال ۱۹۲۱ ساخته شد.